# U.S. Bank Tower (Los Angeles)
O U.S. Bank Tower, conhecido localmente como Library Tower e antes chamado de First Interstate Bank World Center, é um arranha-céu de 73 andares e 310,3 m (1,018 ft) de altura, localizado em Los Angeles, Califórnia. É o 2º maior edifício de Los Angeles, o 3° maior da Califórnia, e o 18º maior edifício dos Estados Unidos, o 3° maior a oeste do rio Mississippi, atrás apenas da Salesforce Tower e do Wilshire Grand Center. Perdeu a posição de maior edifício da Califórnia, quando o Wilshire Grand Center foi concluído. O edifício era conhecido como o prédio mais alto do mundo com um heliporto, desde a sua conclusão em 1989 até 2004, quando o Taipei 101 foi inaugurado. O prédio é também o 3º maior edifício localizado em uma grande região sísmica ativa. Sua estrutura foi projetada para resistir a um terremoto de 8.3 na escala richter. A construção começou em 1987, e foi concluída em 1989. O prédio foi projetado por Henry N. Cobb da firma de arquitetura Pei Cobb Freed & Partners, e custou US$ 350 milhões para ser construído. É um dos edifícios mais conhecido de Los Angeles, e muitas vezes aparece em filmes e programas de televisão.

## História

### Nomeação
O prédio foi nomeado pela primeira vez (atualmente conhecido como um nome alternativo), como Library Tower. Recebeu essa nomeação porque o edifício foi construído como parte da área de redesenvolvimento da Biblioteca Central de Los Angeles com um custo de US$ 1 bilhão, após dois incêndios desastrosos em 1986, que destruiu a biblioteca. O prédio era também conhecido como First Interstate Bank World Center, mas o nome Library Tower foi restaurado depois que o First Interstate Bancorp se fundiu com a Wells Fargo. Em março de 2003, a propriedade foi arrendada pela U.S. Bancorp e o prédio foi renomeado para US Bank Tower. Os residentes, no entanto, geralmente continuam a chamar o edifício de Library Tower.
Em 28 de fevereiro de 2004, o logo "US Bank" foi instalado no edifício, em meio à controvérsia por seu efeito sobre a aparência estética do edifício, bem como os logo anteriores do First Interstate Bank foram colocados na coroa entre 1990 e 1998. O logo "I" do First Interstate Bank na coroa estava no Guinness Book of World Records de 1993 como o logo mais bem colocado.

### Alvo Terrorista
Em 16 de junho de 2016, a comissão dos ataques de 11 de setembro informou que o plano original do 11 de setembro era sequestrar 10 aviões, um dos quais deveria ser jogando contra o prédio.[carece de fontes?]